# J.K.L. Ross
Pour les articles homonymes, voir Ross.
John Kenneth Leveson « Jack » Ross (1876-1951) est un homme d'affaires canadien, sportif, propriétaire/éleveur de chevaux de course pur-sang et philanthrope. Il est surtout connu pour avoir remporté la première Triple couronne américaine en 1919 avec son cheval Sir Barton, et pour son record du monde, établi en 1911, de capture des plus grands thons (308 kg) par canne et ligne à St. Anns (Nouvelle-Écosse). Après son père, il est le deuxième Canadien à devenir membre du Royal Yacht Squadron.

## Jeunesse

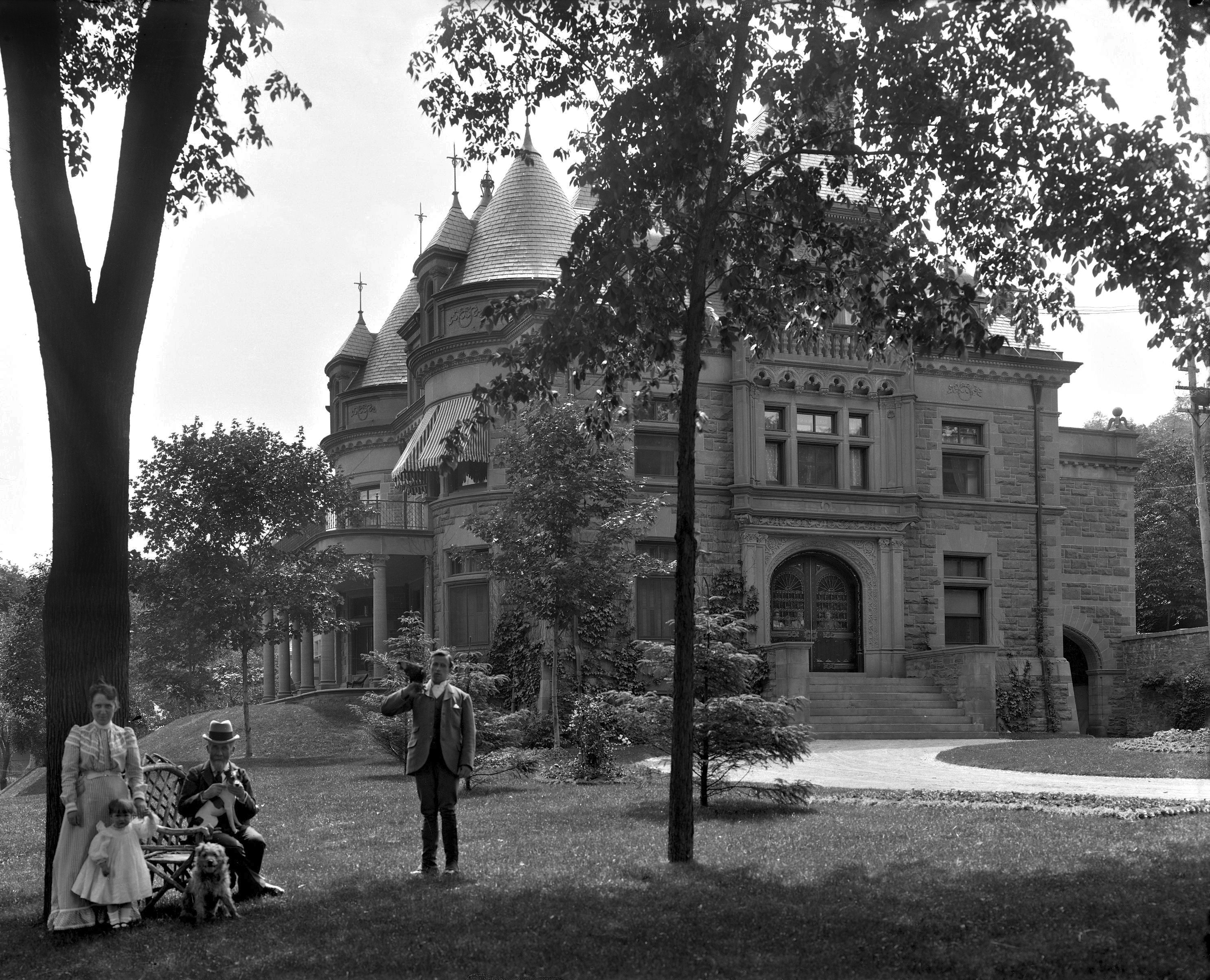
Le James Leveson Ross hôtel particulier sur la rue Peel, Montréal, avec J. K. L. Ross (photo debout), 1910

Ross est né à Lindsay (Ontario), le seul enfant de James Leveson Ross, qui a fait fortune en construisant le Canadian Pacific Railway et est devenu un collectionneur d'art de premier plan et le premier Canadien à devenir membre du Royal Yacht Squadron. Sa mère, Annie Kerr (1847–1915), était la fille de John W. Kerr (1824–1904) de Kingston (New York), un politicien éminent du Parti démocrate  et ancien shérif de Ulster County, New York.
Connu sous le nom de « Jack » pour ses amis, Ross a grandi dans Montréal Golden Square Mile au manoir de ses parents style château français au 3644 Peel Street, conçue par l'architecte Bruce Price. La maison a ensuite été achetée par John W. McConnell et donnée à Université McGill, lorsqu'elle a été rebaptisée « Chancellor Day Hall ». Ross a fait ses études à Bishop's College School à Lennoxville, et à l'Université McGill. Il était un joueur de squash et de raquettes enthousiaste, et faisait partie de l'équipe McGill de hockey sur glace et membre de l'équipe du championnat canadien de football de l'université.

## Entreprises commerciales

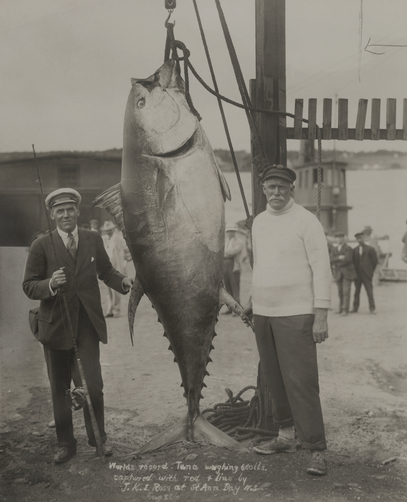
Ross avec sa prise - le plus gros thon (308 kg) au monde jamais pêché à la canne et à la ligne, à St. Anns, Nouvelle-Écosse, 1911

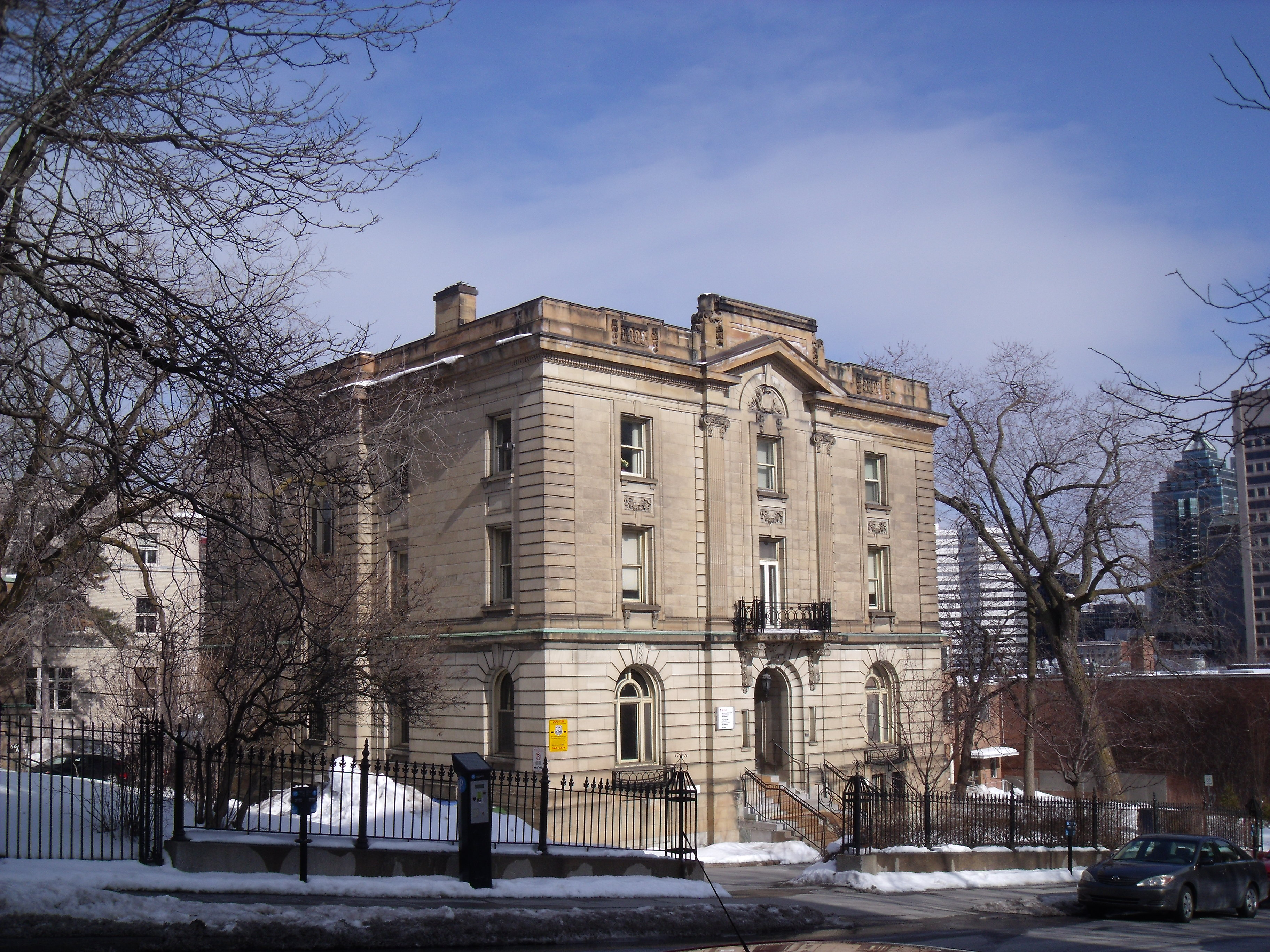
J.K.L. Maison Ross sur la rue Peel, Montréal, construite en 1909

En collaboration avec, entre autres, un homme d'affaires éminent de Montréal Sir Herbert Holt, Ross a établi Côte St. Luc Realties en 1911, qui a construit la ville de Hampstead (Québec). En 1909, une maison a été construite pour Ross à Montréal au 3647, rue Peel, en face du manoir de son père. Conçu par Edward Maxwell et son frère William Maxwell il est maintenant connu sous le nom de J.K.L. Ross House est occupée par l'Unité d'éthique biomédicale et le Département des études sociales de médecine de la Faculté de médecine de l'Université McGill,. Après la mort de son père en 1913 (date à laquelle il a hérité de 16 millions), il est retourné dans sa maison d'enfance et a utilisé le second pour héberger des invités, le plus récent étant trop petit pour les fêtes. Il a été acheté par Collège Marianopolis en 1961 et utilisé comme bureaux administratifs jusqu'en 1976, lorsque l'Université McGill a acquis la propriété.
À un moment donné, son père détenait une participation majoritaire dans Dominion Coal Company et Dominion Iron and Steel Company. Par conséquent, Ross a construit une résidence d'été à St. Anns Bay dans la partie nord de comté de Victoria, Nouvelle-Écosse, sur île du Cap-Breton. Après la mort de son père, Ross a déménagé en Nouvelle-Écosse, où pendant un certain temps il a été impliqué dans la gestion des entreprises.

## Pêche au thon
Ross a développé une passion pour le sport de la pêche hauturière à St. Anns, Nouvelle-Écosse. Il a abordé le sport scientifiquement et a été un pionnier parmi les pêcheurs de thon, développant des techniques de pêche qui devinrent plus tard une pratique standard. Il a écrit deux livres sur le sujet, décrivant diverses découvertes et aventures. Il avait une ténacité remarquable, sachant que les harnais n'étaient pas encore inventés, une fois il a combattu un thon pendant 19 heures avant d'être contraint de couper sa ligne. Le 28 août 1911, après une lutte de quatre heures et quarante-cinq minutes seulement, Ross a débarqué un 308 kg thon qui a établi un record pour le plus gros poisson pêché avec canne et moulinet,. Le record détenu pendant plusieurs années jusqu'à ce qu'il l'a lui-même amélioré en capturant un 327 kg thon. Ce record a été battu en 1950 par son gendre, le commandant Duncan Hodgson, qui a de la même manière débarqué un thon de 452 kg au large Cap-Breton.

## Première guerre mondiale
Pendant la Première Guerre mondiale, Ross a fait don de trois grands yachts pour les utiliser dans l'effort de guerre de la Marine royale canadienne et a pris le commandement de l'un d'eux, le NCSM Thon, dans l'Atlantique Nord. Il a été nommé commandant de l 'Ordre de l'Empire britannique pour ses services navals distingués. Par la suite, les médias l'appelleraient communément « commandant J.K.L. Ross ». Ross est le deuxième Canadien (après son père) à devenir membre du Royal Yacht Squadron.

## Philanthropie

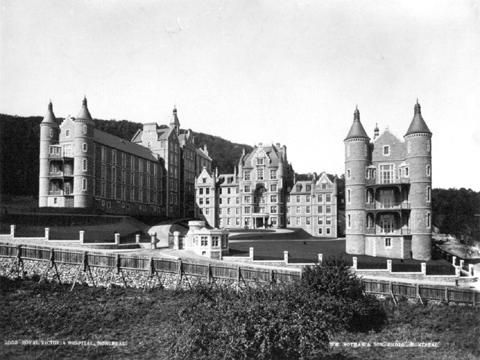
Hôpital Royal Victoria

James Ross avait utilisé son énorme richesse pour devenir un grand bienfaiteur de Montréal, et son fils a continué la philanthropie familiale. En 1916, agissant sur le désir de son défunt père de soutenir le Hôpital Royal Victoria, Ross a fait don d'un million de dollars pour la construction du premier agrandissement majeur de l'hôpital, connu sous le nom de Pavillon commémoratif Ross, l'un des premiers pavillons privés de patients au Canada,.
Pendant la Première Guerre mondiale, Ross a fait don de 500 000 $ en espèces à la Royal Navy. Il a également donné 500 000 $ supplémentaires à répartir entre les familles des hommes enrôlés qui furent tués pendant la guerre. Il a donné de l'argent pour financer un nouveau bâtiment (Ross Boarding House) à son « alma mater », Bishop's College School, Lennoxville, et a aussi donné généreusement à l'Université McGill.

## Course de pur-sang

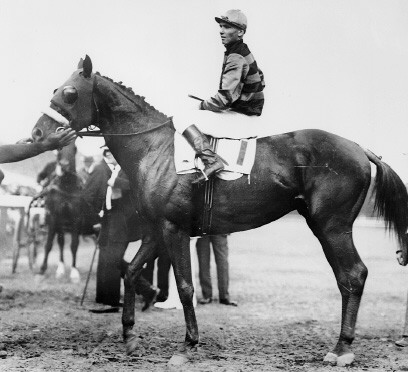
Sir Barton et jockey Johnny Loftus, Preakness Stakes, 1919

Ross possédait plusieurs chevaux, et se prit de passion pour les courses de chevaux pur-sang et leur élevage. En 1915, il achète douze pur-sang, parmi lesquels Damrosch, qui remporte en 1916 les Preakness Stakes. Cette année-là, Ross acquiert un haras de 810 ha à Verchères où il a établi son élevage élevage. Les chevaux de l'écurie Ross étaient montés par les jockeys les plus prestigieux de l'époque tels Earl Sande, Carroll Shilling ou Johnny Loftus, tous élus au Temple de la renommée des courses américaines. Ils étaient confiés à l'entraîneur H. Guy Bedwell, lui aussi futur Hall of Famer. Les succès de l'écurie, l'une des plus en vue à son époque ont amené Jack Ross à acheter deux autres haras, Agincourt Farms près de Toronto, et Yarrow Brae Stud Farm dans le Maryland. 
Parmi les champions de l'écurie Ross, outre Damrosch, citons Gourdin, deux fois cheval d'âge de l'année, en 1918 et 1919, Milkmaid, meilleure 3 ans de l'année 1919 et meilleur jument d'âge l'année suivante, ou encore Constancy, meilleure 2 ans de l'année 1919. Mais le plus célèbre de tous se nomme Sir Barton. En 1919, Ross possédait avec lui et Billy Kelly, le 2 ans de l'année 1918, deux des meilleurs 3 ans d'Amérique : ils terminèrent aux deux premières places du Kentucky Derby. Sir Barton remporta ensuite les Preakness Stakes et les Belmont Stakes, et devint le premier détenteur de ce qui allait devenir la Triple couronne américaine, que seuls onze chevaux ont remporté au 20e siècle. Il fut élu cheval américain de l'année 1919. L'année suivante, Sir Barton établit un record du monde pour 1 3/16 miles sur terre en remportant le Merchants and Citizens Handicap à Saratoga. Cependant, il dut s'avouer vaincu face au légendaire Man o'War dans le célèbre "match race" de Kennilworth Park, à Windsor (Ontario). En 1957, Sir Barton a été intronisé au US Racing Hall of Fame. 
Ses revers financiers ont forcé Ross à dissoudre toutes ses opérations de course en 1927. En 1920, il avait été nommé président de Blue Bonnets Raceway à Montréal, et bien qu'il ne soit plus propriétaire stable depuis 1927, il a occupé le poste jusqu'en 1931.

## Réputation
Ross était largement respecté pour ses bonnes manières et son esprit sportif, et le Temple de la renommée des courses de chevaux du Canada dit que la presse américaine l'a qualifié de « meilleur sportif que le Canada ait jamais envoyé dans ce pays ». Lors d'une course, il a déposé 20 000 $ et a regagné 160 000 $, mais il a repéré une irrégularité et, bien que légalement autorisé à conserver ses gains, il a remis 40 000 $ aux bookmakers. Bien qu'il ait parié fréquemment, il a gagné aussi souvent qu'il a perdu, mais on se souvient d'une fois qu'il a gagné 50 000 $ à un New-Yorkais notoire.
Les Rosses vivaient somptueusement, même selon plusieurs des normes de ses contemporains. La princesse Patricia de Connaught s'est fiancée avec Alexander Ramsay au pavillon de pêche de Ross dans la baie de St. Anns, en Nouvelle-Écosse. Elle a entendu dire que les Ross vivaient plus royalement que la royauté. Il gardait trente serviteurs, mais nombre de ses supposés atouts étaient fictifs: il avait un ou parfois deux Rolls-Royce, pas huit, et son unique wagon privé n'était pas un train privé entier.

## Faillite
Il ne faisait aucun doute que Ross était très généreux avec son argent et dépensait une fortune pour les fêtes, les courses de chevaux et les yachts, mais il n'y avait pas de cause unique à la chute financière qui lui arriva en 1928, quand il était à ses 300 $ finaux après avoir hérité 16 millions de dollars quinze ans plus tôt. Ses investissements dans Turner Valley et les puits de pétrole mexicains étaient prématurés et il avait été extrêmement généreux dans sa philanthropie et envers de nombreux amis. Son souvenir le plus triste était quand ses amis à qui il avait été si généreux avant de traverser la rue quand ils l'ont vu arriver. Certes, sa passion pour les courses de chevaux lui a coûté très cher, comme son fils unique, Jim Ross, a expliqué : « Posséder quelques chevaux médiocres est un luxe cher. En posséder de nombreux bons demande une somme vraiment énorme. À cette époque, un grand établissement de course, même très performant, n'a jamais remboursé ses dépenses ».

## Famille et dernières années

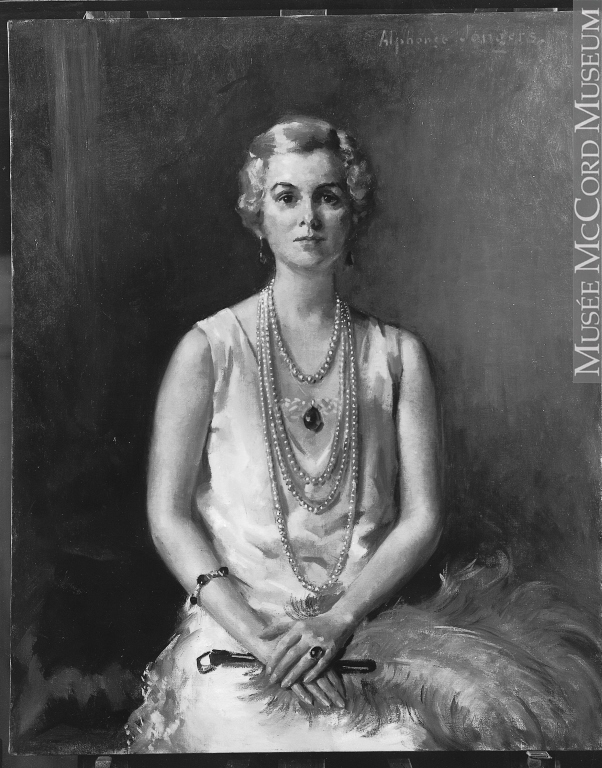
Mme Ethel (Matthews) Ross, v. 1924

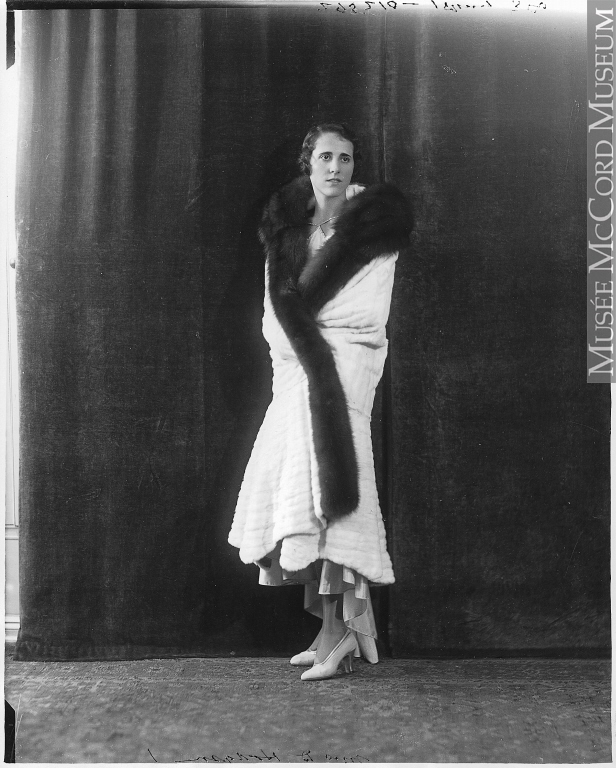
Mme Hylda (Ross) Hodgson, 1929

En 1902, à St. James Cathedral, Toronto, Ross a épousé sa première femme, Ethel (Etheldine) Alice Matthews, fille de Wilmot Deloui Matthews (1850–1919), l'un des hommes d'affaires les plus influents de Toronto, par sa femme Annie Jane Love. L'un des frères d'Ethel était marié à Annabel, fille de  Sir Edmund Boyd Osler, et l'autre épousa la socialiste de New York, Constance Greening. Sa sœur a vécu avec les Ross pendant un certain temps en Nouvelle-Écosse avant d'épouser Bruce MacKinnon et de déménager en Suisse. Les Ross étaient les parents d'un fils et d'une fille,
- James Kenneth Matthews Ross (1903-1966). Connu sous le nom de Jim, il a fait ses études à Bishop's College School. Il partage la passion de son père pour la course et, en 1956, publie un livre intitulé Boots and Saddles: The Story of the Fabulous Ross Stable in the Golden Days of Racing. Il a épousé Marjorie Arnott Ballantyne (décédée en 1974), de Montréal. Après la mort de son mari, elle s'est installée au Ritz-Carlton (Montréal). Ils avaient une fille, Joan[15].
- Hylda Anne May Ross, a épousé le commandant Duncan McIntyre Hodgson,  MRC, de Montréal, et a eu trois filles. Il était le fils de «Archie» Archibald Arthur Hodgson (1869–1960), le buteur du but gagnant du Montreal Hockey Club lors de la première finale de la Coupe Stanley[16]. Sa mère, Mary, était la cousine germaine de son père et une fille et cohéritière de Duncan McIntyre. Comme mentionné précédemment, Duncan Hodgson a battu le record du monde de son beau-père en attrapant un Thon rouge de 452 kg d'un bateau à rames avec canne et ligne, sans harnais[17].

Deux ans après que Ross a été déclaré en faillite, Ethel a divorcé en 1930. Elle a continué à vivre à Montréal, en se remariant avec un avocat de Boston, qui s'est également terminé par un divorce. Ross a été sauvé de pénurie par un fonds fiduciaire. Quelques années auparavant, la maison qu'il s'était bâtie sur la rue Peel était évaluée à plus d'un million de dollars, mais en 1930, alors que Montréal était en récession après le Wall Street Crash, il n'y avait pas de preneurs pour un manoir de cette taille . En tant qu'ami de bienfaisance, l'ami de Ross, le 2e Lord Shaughnessy, le lui acheta pour 51 000 $ en 1935.
Ross a brièvement emménagé dans un appartement avant de partir pour la Jamaïque, où il a rencontré et épousé en 1931 sa nouvelle épouse, Iris de Lisser, la fille d'un planteur jamaïcain et la sœur de H. G. de Lisser. Il a acheté une maison sur Montego Bay (qui après sa mort a été achetée par Max Aitken, 1er baron Beaverbrook) et a été nommé gouverneur adjoint de l'île. À part des visites occasionnelles à Montréal, il est resté en Jamaïque, pêchant et naviguant jusqu'à sa mort en 1951 - plus heureux (a-t-il dit à ses confidentes), que lorsqu'il était riche. Conformément à ses souhaits, J. K. L. Ross a été enterré en mer. Lors de sa formation en 1976, il a été intronisé à titre posthume au Temple de la renommée des courses de chevaux du Canada.